# Siecq
Siecq est une commune du Sud-Ouest de la France située dans le département de la Charente-Maritime (région Nouvelle-Aquitaine).
Ses habitants sont appelés les Siecquois et les Siecquoises.

## Géographie

### Communes limitrophes
| Massac, Haimps | Beauvais-sur-Matha | Saint-Ouen-la-Thène |
| Louzignac      | Siecq              | Bresdon             |
| Ballans        | Macqueville        | Neuvicq-le-Château  |

## Urbanisme

### Typologie
Au 1er janvier 2024, Siecq est catégorisée commune rurale à habitat dispersé, selon la nouvelle grille communale de densité à 7 niveaux définie par l'Insee en 2022.
Elle est située hors unité urbaine et hors attraction des villes,.

### Occupation des sols
L'occupation des sols de la commune, telle qu'elle ressort de la base de données européenne d’occupation biophysique des sols Corine Land Cover (CLC), est marquée par l'importance des territoires agricoles (84,3 % en 2018), une proportion sensiblement équivalente à celle de 1990 (83,9 %). La répartition détaillée en 2018 est la suivante : 
terres arables (55,3 %), cultures permanentes (16,9 %), forêts (13,4 %), zones agricoles hétérogènes (10,3 %), zones urbanisées (2,3 %), prairies (1,8 %). L'évolution de l’occupation des sols de la commune et de ses infrastructures peut être observée sur les différentes représentations cartographiques du territoire : la carte de Cassini (XVIIIe siècle), la carte d'état-major (1820-1866) et les cartes ou photos aériennes de l'IGN pour la période actuelle (1950 à aujourd'hui).

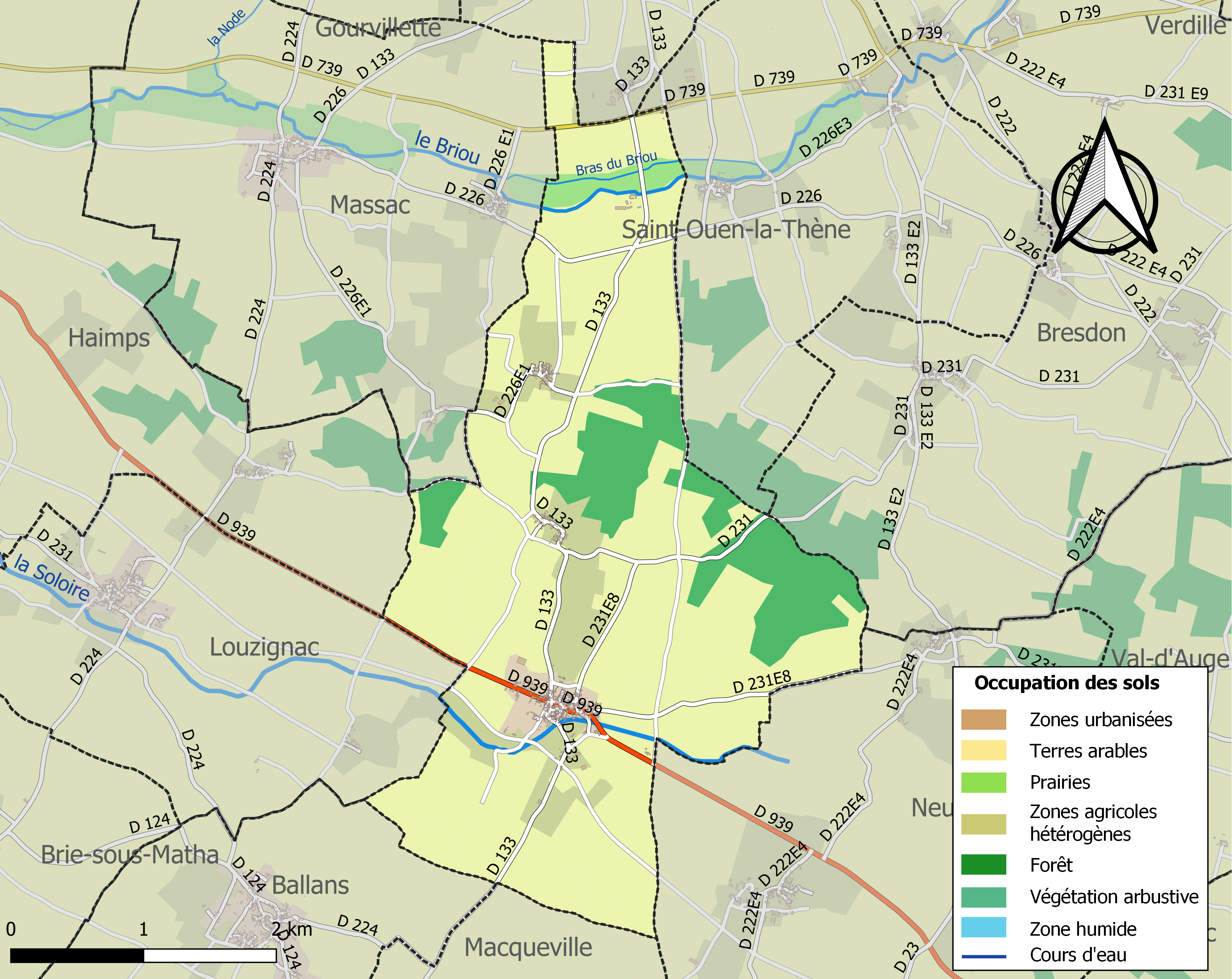
Carte des infrastructures et de l'occupation des sols de la commune en 2018 (CLC).

### Risques majeurs
Le territoire de la commune de Siecq est vulnérable à différents aléas naturels : météorologiques (tempête, orage, neige, grand froid, canicule ou sécheresse), inondations et séisme (sismicité modérée). Il est également exposé à un risque technologique, le transport de matières dangereuses. Un site publié par le BRGM permet d'évaluer simplement et rapidement les risques d'un bien localisé soit par son adresse soit par le numéro de sa parcelle.

#### Risques naturels
Certaines parties du territoire communal sont susceptibles d’être affectées par le risque d’inondation par débordement de cours d'eau, notamment la Soloire et le Briou. La commune a été reconnue en état de catastrophe naturelle au titre des dommages causés par les inondations et coulées de boue survenues en 1982, 1999 et 2010,.
Par ailleurs, afin de mieux appréhender le risque d’affaissement de terrain, l'inventaire national des cavités souterraines permet de localiser celles situées sur la commune.
Concernant les mouvements de terrains, la commune a été reconnue en état de catastrophe naturelle au titre des dommages causés par des mouvements de terrain en 1999 et 2010.

#### Risques technologiques
Le risque de transport de matières dangereuses sur la commune est lié à sa traversée par une ou des infrastructures routières ou ferroviaires importantes ou la présence d'une canalisation de transport d'hydrocarbures. Un accident se produisant sur de telles infrastructures est susceptible d’avoir des effets graves sur les biens, les personnes ou l'environnement, selon la nature du matériau transporté. Des dispositions d’urbanisme peuvent être préconisées en conséquence.

## Toponymie
De l'anthroponyme germanique Sigo, suivi du suffixe -acum.

## Histoire
Deux mottes castrales sont identifiées à Siecq : celle détruite du Fief de la Motte, et celle du Bois de la Motte.

## Administration

### Liste des maires

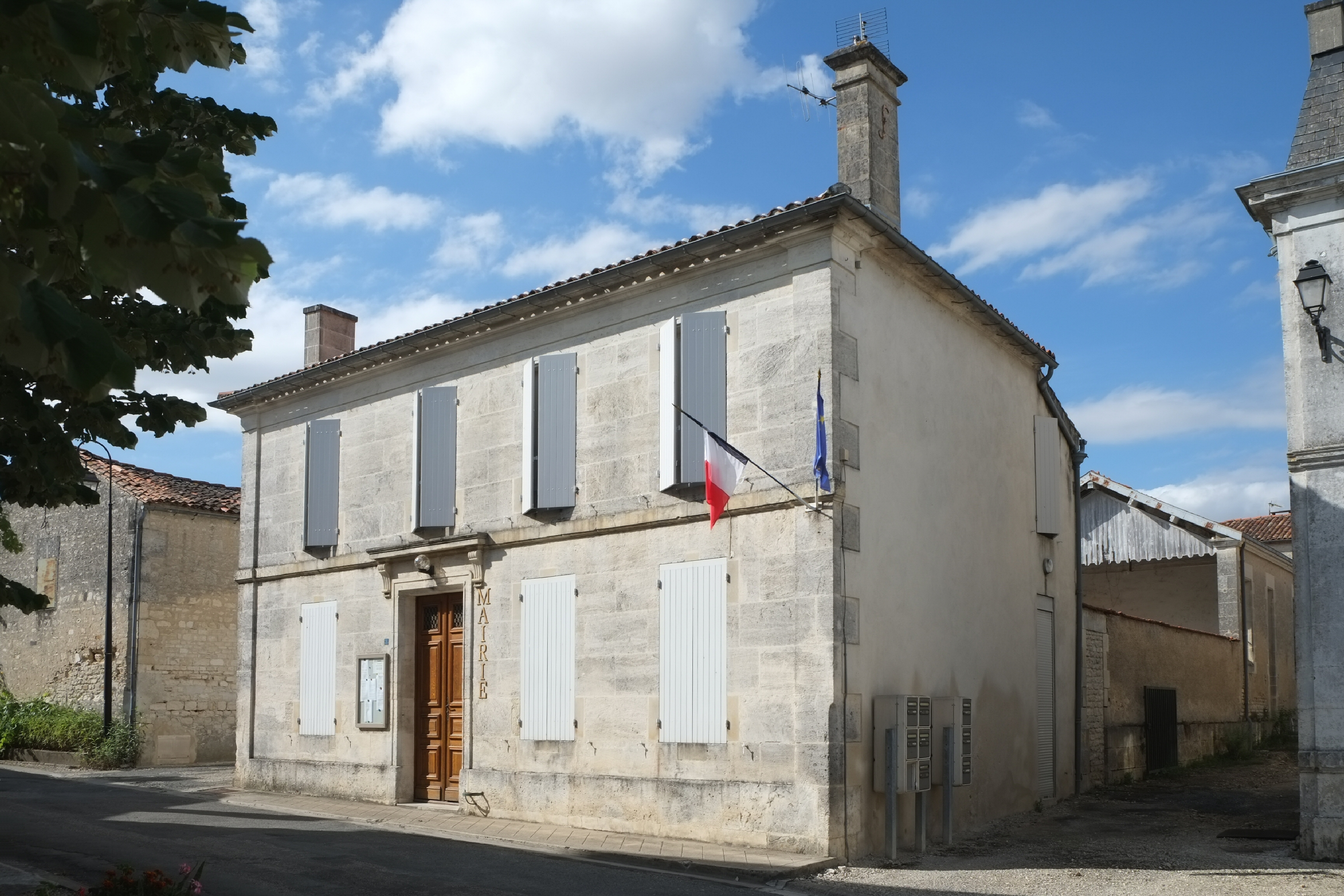
La mairie.

| Période                                  | Période       | Identité              | Étiquette | Qualité   |
| ---------------------------------------- | ------------- | --------------------- | --------- | --------- |
| Les données manquantes sont à compléter. |               |                       |           |           |
|                                          |               |                       |           |           |
| 2001                                     | 2008          | Jean-Claude Mattiuzzo |           |           |
| 2008                                     | novembre 2013 | Jean-Louis Chiron     | SE        | Retraité  |
| décembre 2013 (réélue en mai 2020)       | En cours      | Suzanne Favreau       | DVD       | Retraitée |

## Démographie

### Évolution démographique
L'évolution du nombre d'habitants est connue à travers les recensements de la population effectués dans la commune depuis 1793. Pour les communes de moins de 10 000 habitants, une enquête de recensement portant sur toute la population est réalisée tous les cinq ans, les populations de référence des années intermédiaires étant quant à elles estimées par interpolation ou extrapolation. Pour la commune, le premier recensement exhaustif entrant dans le cadre du nouveau dispositif a été réalisé en 2007.

En 2022, la commune comptait 213 habitants, en évolution de −0,93 % par rapport à 2016 (Charente-Maritime : +4,04 %, France hors Mayotte : +2,11 %).
| 1793 | 1800 | 1806 | 1821 | 1831 | 1836 | 1841 | 1846 | 1851 |
| ---- | ---- | ---- | ---- | ---- | ---- | ---- | ---- | ---- |
| 510  | 496  | 514  | 517  | 542  | 562  | 531  | 527  | 520  |

| 1856 | 1861 | 1866 | 1872 | 1876 | 1881 | 1886 | 1891 | 1896 |
| ---- | ---- | ---- | ---- | ---- | ---- | ---- | ---- | ---- |
| 534  | 519  | 573  | 567  | 555  | 536  | 511  | 503  | 451  |

| 1901 | 1906 | 1911 | 1921 | 1926 | 1931 | 1936 | 1946 | 1954 |
| ---- | ---- | ---- | ---- | ---- | ---- | ---- | ---- | ---- |
| 406  | 410  | 402  | 380  | 367  | 374  | 345  | 349  | 314  |

| 1962 | 1968 | 1975 | 1982 | 1990 | 1999 | 2006 | 2007 | 2012 |
| ---- | ---- | ---- | ---- | ---- | ---- | ---- | ---- | ---- |
| 272  | 256  | 268  | 235  | 215  | 200  | 205  | 206  | 218  |

| 2017 | 2022 | - | - | - | - | - | - | - |
| ---- | ---- | - | - | - | - | - | - | - |
| 215  | 213  | - | - | - | - | - | - | - |

## Équipements, services et vie locale

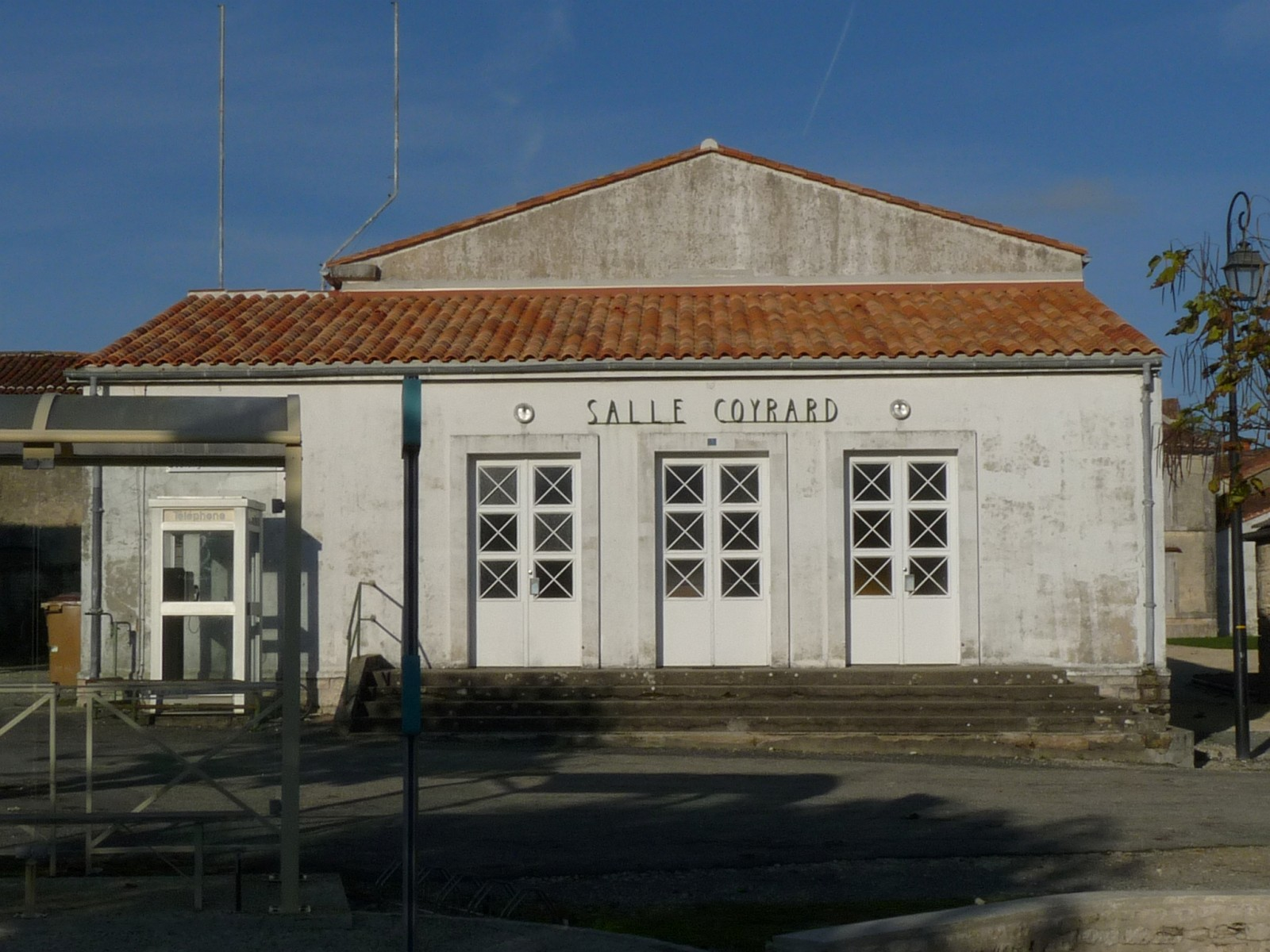
La salle Coyrard.
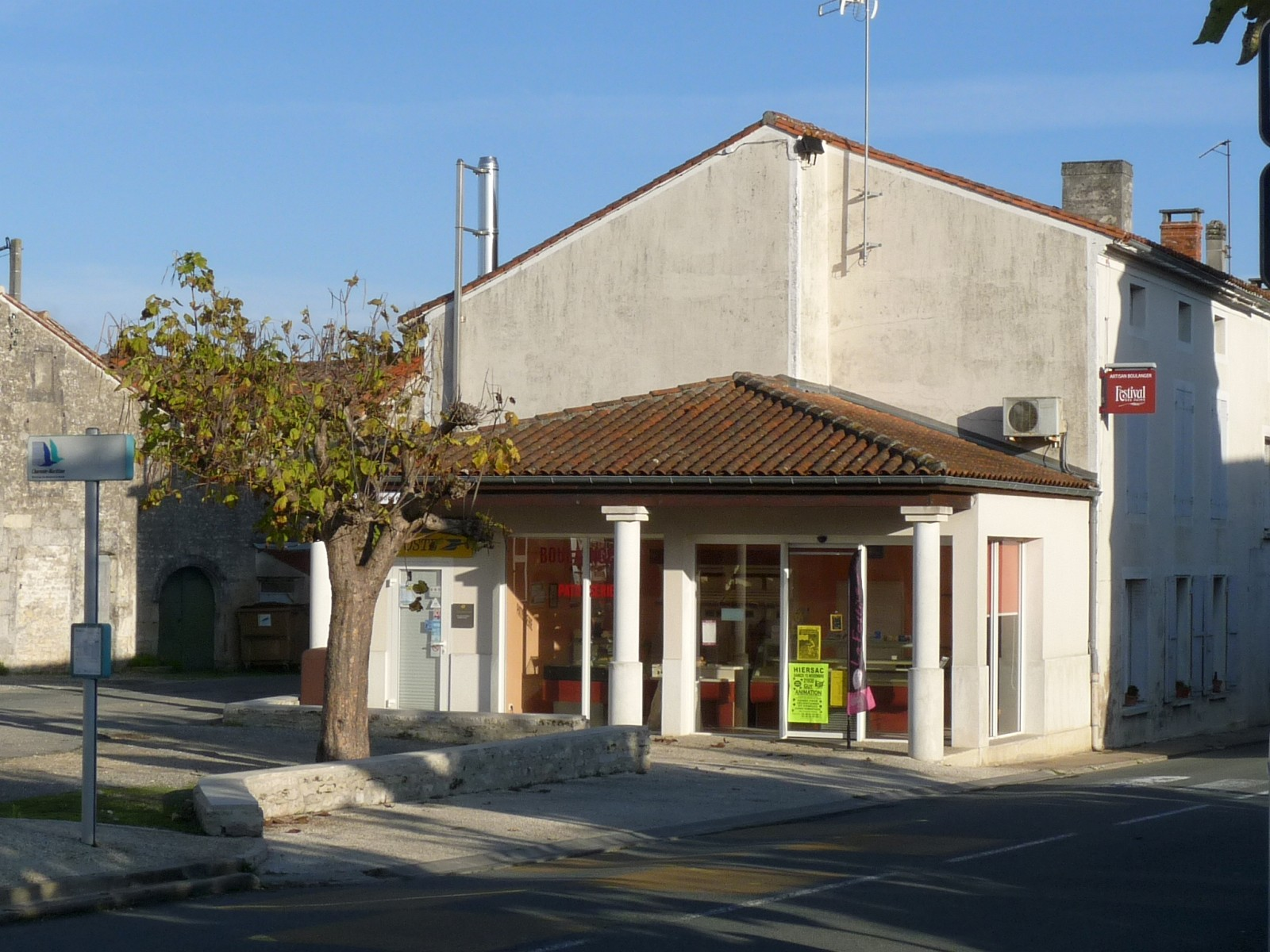
Boulangerie.
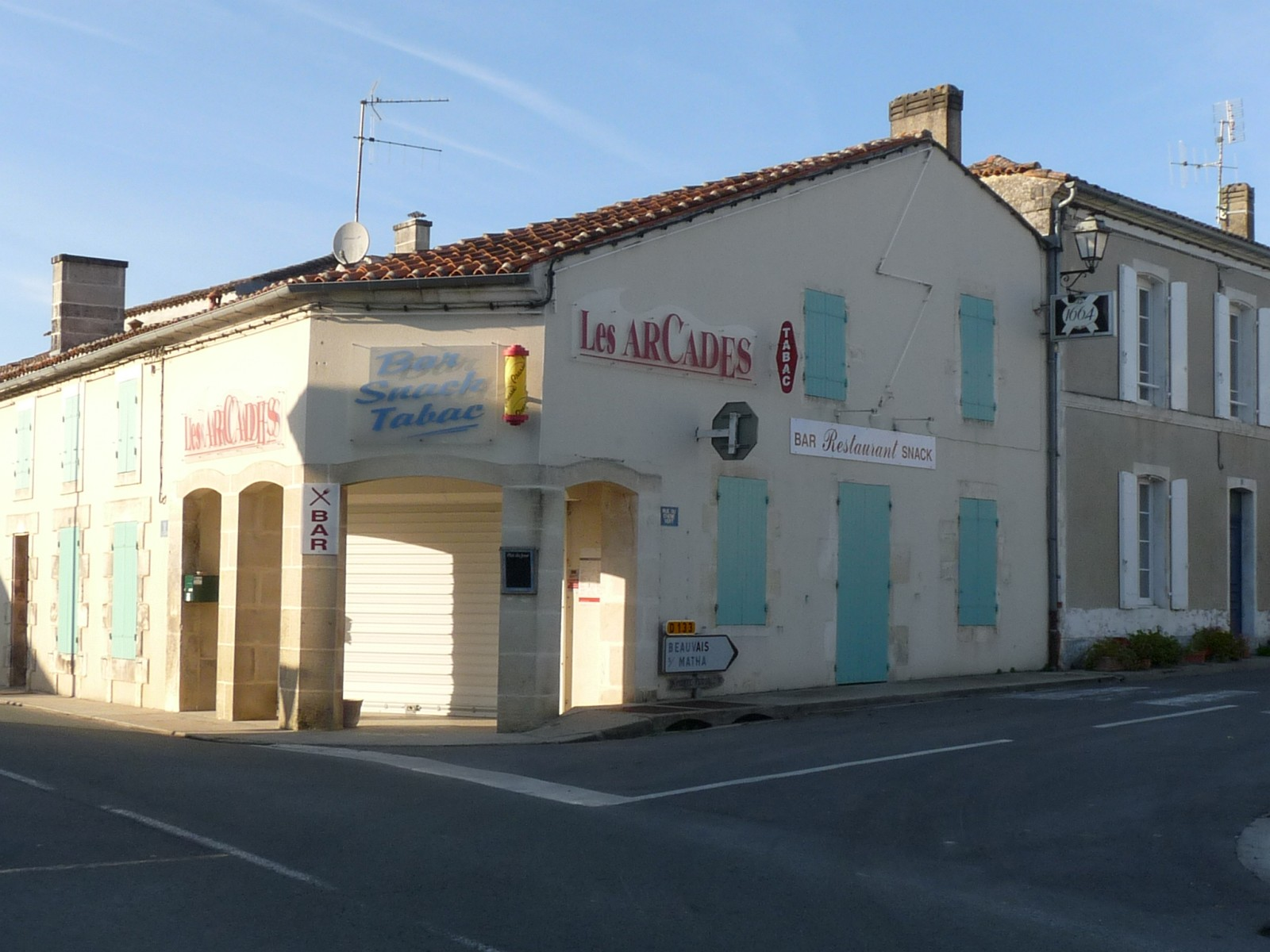
Bar-tabac restaurant.

## Lieux et monuments
L'église paroissiale Saint-Julien est de style roman et néo-roman. Son clocher qui date de 1878 a été construit dans le style du XIIIe siècle, afin de l'harmoniser avec ce qui reste de l'ancienne église en grande partie détruite, à part la façade. Le fronton a été refait en même temps que le clocher. L'intérieur de l'église est moderne. Quelques chapiteaux anciens ont été utilisés et dans les angles du chevet on peut encore voir deux consoles du XVe siècle qui recevaient les nervures d'une voûte ogivale disparue. Un petit vitrail de la chapelle de droite est une curiosité, car tous les vitraux de la région de Saint-Jean ont été détruits au cours des guerres de Religion. L'église Saint-Julien abrite un tableau sur la résurrection du Christ du XVIIIe siècle classé au titre objet depuis 1994 au monument historique.
La motte du Bois de la Motte, la seule subsistante, et qui se présente sous la forme d'un « volcan » en miniature, entourée d'un fossé et trouée d'un cratère excentrique, mesure 16 m de diamètre au sommet, pour 40 m à sa base en incluant les douves. Au nord-est de la motte, un fossé forme un espace triangulaire, à l'extrémité duquel est situé un petit tertre de 5 m de diamètre et de 0,5 m de hauteur. Sous la motte existerait un souterrain.
Pour mémoire
- Motte du Fief de la Motte (détruite)[14].

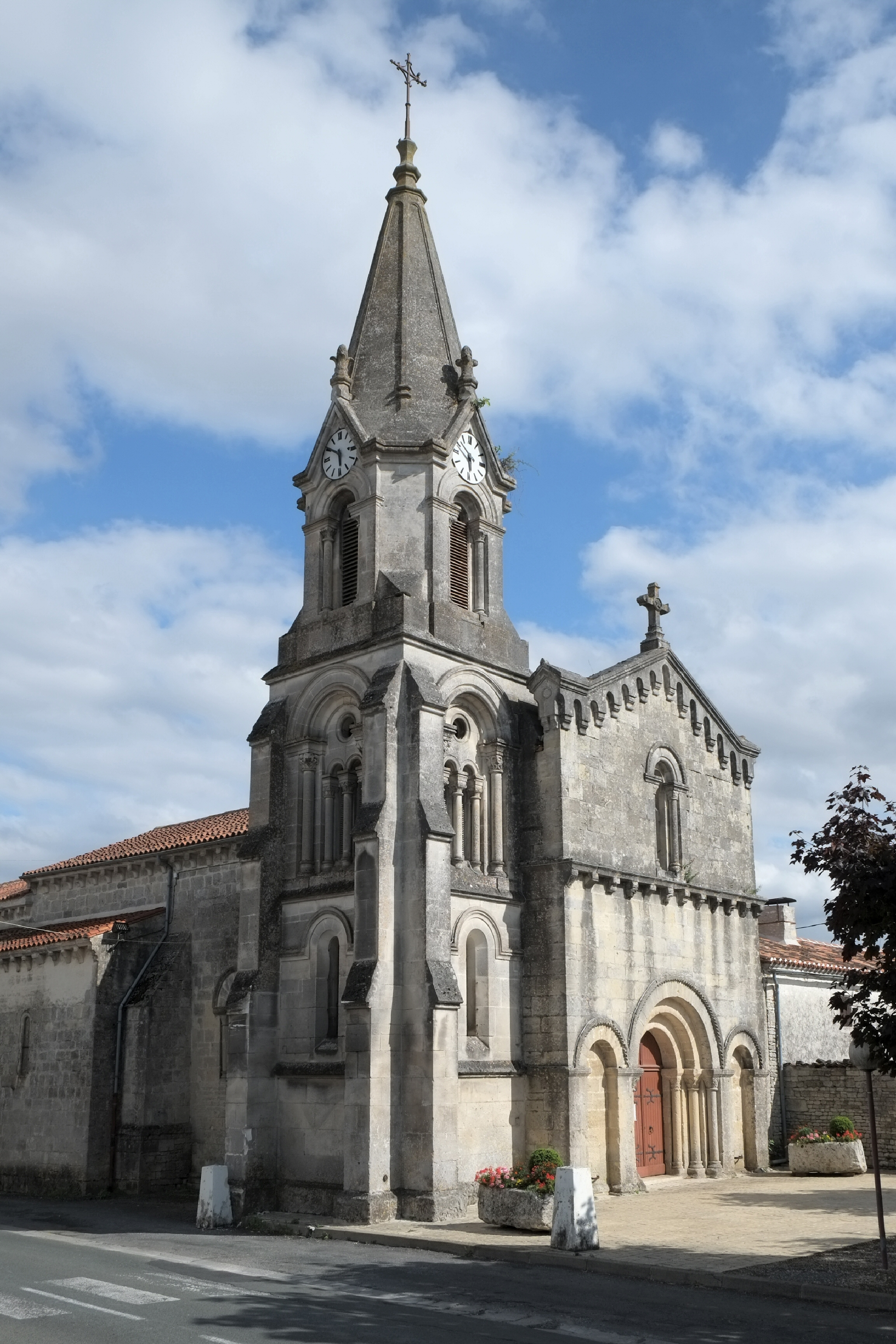
L'église Saint-Julien.
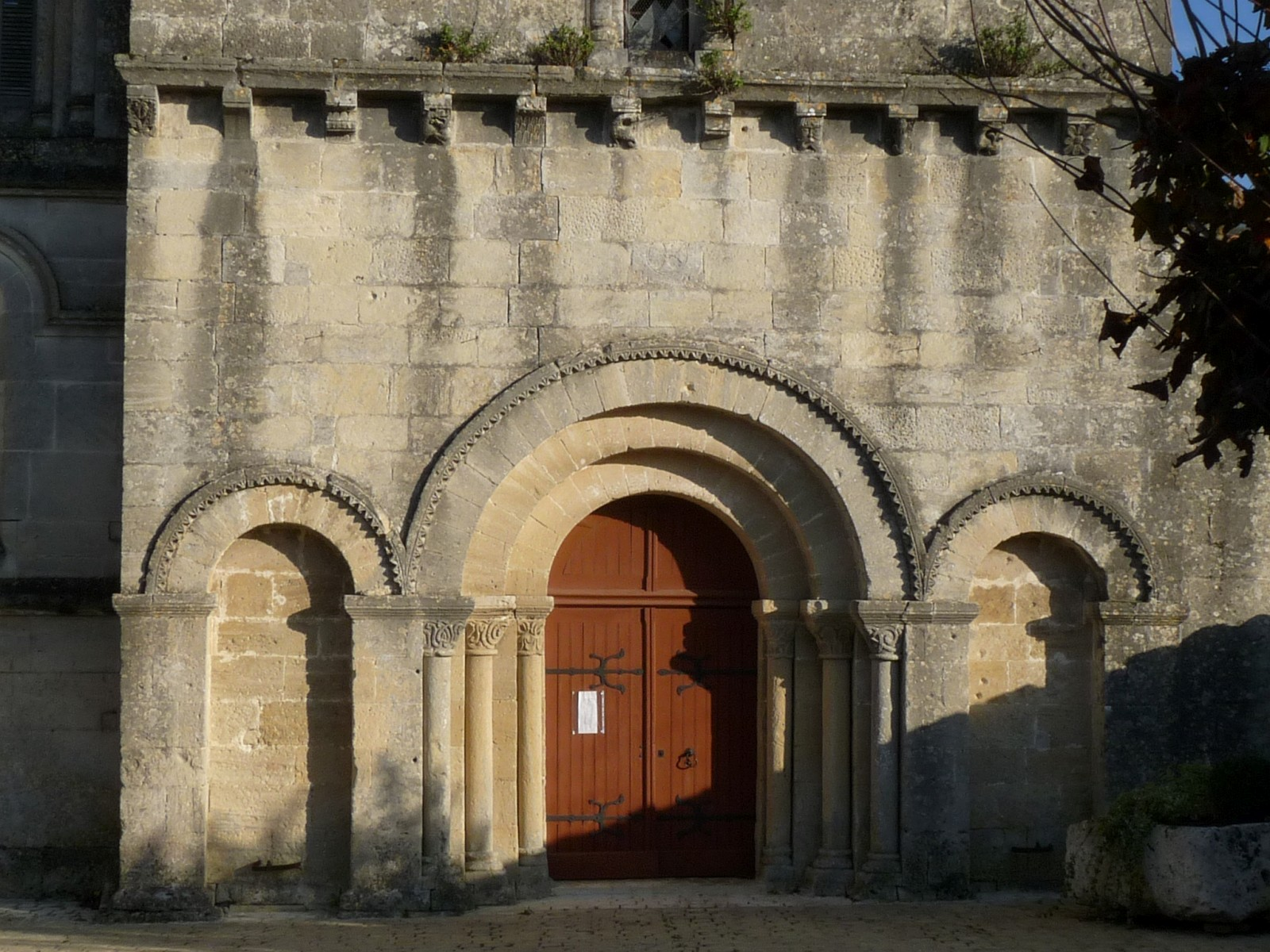
Le portail de l'église
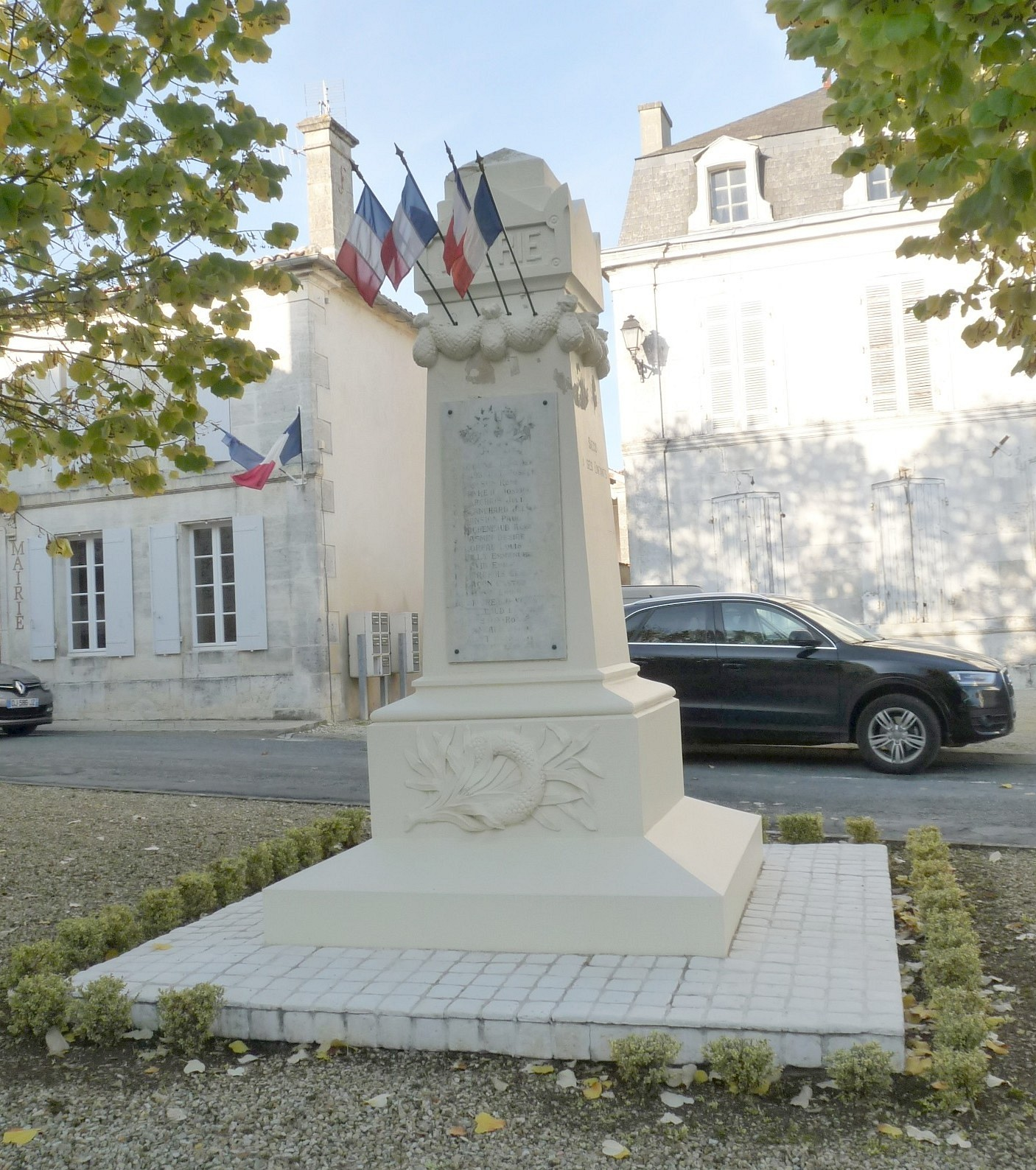
Le monument aux morts

## Personnalités liées à la commune
- Jean Coyrard (1865-1937), homme politique, député de la Charente-Maritime de 1912 à 1919 puis sénateur de la Charente-Maritime de 1921 à 1937, né à Siecq.